# Wolfgang Birkner
Wolfgang Birkner (* 24. Januar 1960) ist ein ehemaliger deutscher Leichtgewichts-Ruderer, der bei Weltmeisterschaften eine Goldmedaille und drei Silbermedaillen gewann.

## Karriere
Wolfgang Birkner nahm sechsmal an Weltmeisterschaften teil, dreimal im Leichtgewichts-Achter, zweimal im Leichtgewichts-Vierer ohne Steuermann und einmal im Leichtgewichts-Doppelzweier. Bei seinem ersten Weltmeisterschaftsstart 1982 in Luzern belegte er den zehnten Platz mit dem Achter. 1983 in Duisburg trat er mit Thomas Jäckel im Doppelzweier an, die beiden überquerten die Ziellinie als Vierte mit über zwei Sekunden Rückstand auf die Medaillenränge. 1984 in Montreal erruderten Ansgar Wessling, Frank Rogall, Thomas Jäckel und Wolfgang Birkner die Silbermedaille im Vierer mit 0,34 Sekunden Rückstand auf die Spanier. 1985 in Hazewinkel saß für Ansgar Wessling Alwin Otten im Boot, der deutsche Vierer gewann den Titel mit zweieinhalb Sekunden Vorsprung vor dem italienischen Vierer. 1986 in Nottingham waren Otten, Rogall und Birkner Mitglieder des Leichtgewichts-Achters, der mit zwei Sekunden Rückstand auf die italienische Crew die Silbermedaille erkämpfte. 1987 in Kopenhagen siegte der italienische Achter mit sechseinhalb Sekunden Vorsprung vor den Deutschen, die ihrerseits fast neun Sekunden vor dem drittplatzierten Achter aus den Vereinigten Staaten ins Ziel kamen.
Wolfgang Birkner startete für den Tübinger Ruderverein Fidelia. Beim Deutschen Meisterschaftsrudern siegte er zusammen mit Thomas Jäckel 1983 im Leichtgewichts-Doppelzweier. 1984 und 1986 gewann er im Leichtgewichts-Doppelvierer. 1985 und 1986 wurde Birkner Deutscher Meister mit dem Leichtgewichts-Vierer. 1985, 1987 und 1991 gewann er auch im Leichtgewichts-Achter. 1990 trat Wolfgang Birkner für den Ulmer Ruderclub Donau an und wurde zusammen mit Hansjörg Käufer Meister im Leichtgewichts-Zweier ohne Steuermann.
Wolfgang Birkner ist promovierter Orthopäde. Er war zunächst in Ulm und dann in Rheinfelden tätig. 2013 wurde er leitender Arzt in einer Klinik in Stuttgart-Botnang.

## Weblink
- Wolfgang Birkner bei worldrowing.com